# Carranco
Carranco är en ort i Mexiko.   Den ligger i kommunen Villa de Reyes och delstaten San Luis Potosí, i den centrala delen av landet, 300 km nordväst om huvudstaden Mexico City. Carranco ligger 1 929 meter över havet och antalet invånare är 1 918.
Terrängen runt Carranco är huvudsakligen kuperad. Carranco ligger nere i en dal. Runt Carranco är det ganska glesbefolkat, med 32 invånare per kvadratkilometer. Närmaste större samhälle är Villa de Reyes, 16,9 km öster om Carranco. Omgivningarna runt Carranco är i huvudsak ett öppet busklandskap.